# Am Stänglesbrunnen 8

Fachwerkhaus Am Stänglesbrunnen 8 in Nördlingen (2017)

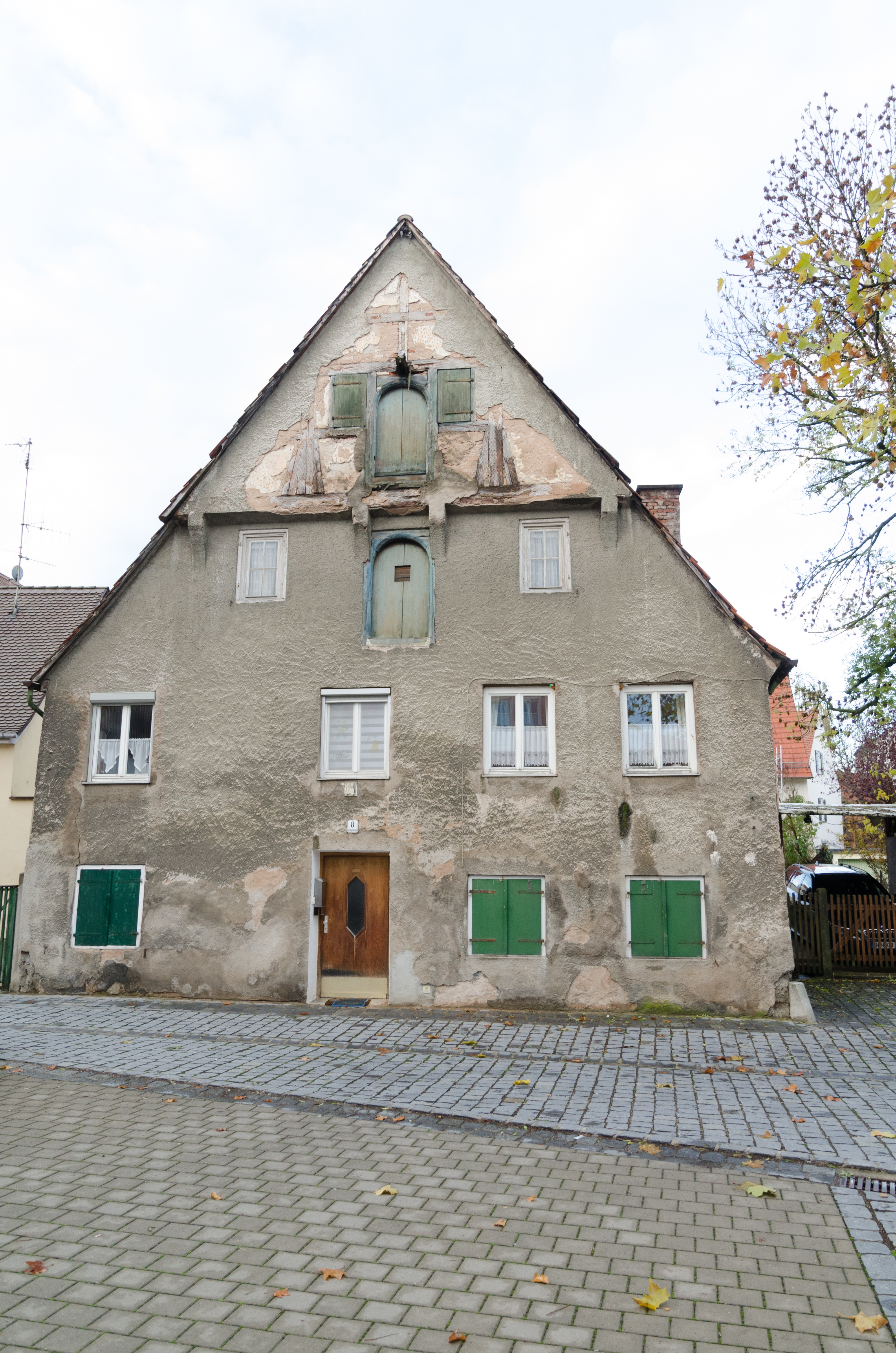
Giebelseite (2012)

Das Gebäude Am Stänglesbrunnen 8 in Nördlingen, einer Stadt im schwäbischen Landkreis Donau-Ries in Bayern, wurde im Kern im frühen 15. Jahrhundert errichtet. Das Fachwerkhaus ist ein geschütztes Baudenkmal.
Der zweigeschossige Satteldachbau mit vier zu vier Fensterachsen und vorkragendem, verputztem Fachwerkgiebel wurde in der zweiten Hälfte des 16. Jahrhunderts im Giebel verändert. 
Der Grundriss ist spätmittelalterlich mit parallel zum Dachfirst geführten Mittelflur angelegt. Das Dachwerk mit stehendem Stuhl besitzt verblattete Diogonalstreben. In der Giebelspitze ist der Aufzugsbalken und die Ladeluke vorhanden.